# النادي (فلم 2015)
النادي (بالإسبانية: El Club) هو فيلم دراما تشيلي من إخراج بابلو لاراين وبطولة ألفريدو كاسترو، روبرتو فارياس، أنتونيا زيجرز، اليخاندرو جويك وخايمي فاديل.

## روابط خارجية
- مقالات تستعمل روابط فنية بلا صلة مع ويكي بيانات